# Coco Vandeweghe
Colleen „Coco“ Vandeweghe (* 6. Dezember 1991 in New York) ist eine ehemalige US-amerikanische Tennisspielerin.

## Karriere
Vandeweghe, die laut ITF-Profil Hartplätze bevorzugt, begann im Alter von elf Jahren mit dem Tennisspielen.
Am 7. September 2008 gewann sie den Juniorinnen-Titel der US Open; sie ging mit einer Wildcard an den Start und besiegte im Finale Gabriela Paz aus Venezuela mit 7:63, 6:1. An der Seite von Tetjana Luschanska aus der Ukraine gewann sie 2010 ihren ersten Doppeltitel auf dem ITF Women’s Circuit. Insgesamt gewann sie bei ITF-Turnieren sechs Doppel- und zwei Einzeltitel.
Im Jahr 2010 spielte Vandeweghe erstmals für die US-amerikanische Fed-Cup-Mannschaft; ihre Fed-Cup-Bilanz weist bislang 13 Siege bei 5 Niederlagen aus.
Bei ihrer sechsten Teilnahme an einem Grand-Slam-Turnier hatte sie 2011 bei den US Open erstmals die Auftaktrunde überstanden, bevor sie Samantha Stosur mit 3:6, 4:6 unterlag. Ihren ersten großen Erfolg verbuchte sie am 15. Juli 2012 mit dem Einzug ins Finale des WTA-Turniers von Stanford, das sie gegen Serena Williams mit 5:7 und 3:6 verlor. 2013 stieß sie als Qualifikantin erneut in die zweite Runde der US Open vor, diesmal unterlag sie Carla Suárez Navarro mit 3:6 und 4:6.
Im Juni 2014 sicherte sie sich schließlich ihren ersten Titel auf der WTA Tour. Mit einem glatten Endspielsieg über Zheng Jie beim Rasenturnier von ’s-Hertogenbosch verbesserte sie sich in der WTA-Weltrangliste auf Position 51; im Februar 2015 war sie die Nummer 32 der Welt. In Wimbledon bezwang sie nach Siegen über Anna Karolína Schmiedlová, Karolína Plíšková und Samantha Stosur die French-Open-Finalistin Lucie Šafářová in zwei engen Sätzen jeweils im Tiebreak und stand damit erstmals im Viertelfinale eines Grand-Slam-Turniers. Dort musste sie sich Marija Scharapowa in drei Sätzen geschlagen geben. An der Seite von Anna-Lena Grönefeld erreichte sie in Wimbledon zudem das Achtelfinale im Doppel. In Flushing Meadows standen sie im Halbfinale, in dem sie gegen das kasachisch-australische Paar Schwedowa/Dellacqua knapp in drei Sätzen verloren. Damit verbesserte sich Vandeweghe im Doppel-Ranking auf Platz 55, im Mai 2016 wurde sie auf Position 19 notiert.
Bei den Australian Open erreichte sie 2017 mit Siegen unter anderem gegen die Weltranglistenerste Angelique Kerber und die an Position 7 gesetzte Garbiñe Muguruza das Halbfinale, in dem sich Venus Williams nach zwei knappen Sätzen als die Stärkere erwies. Mit Platz 9 der Einzelweltrangliste erreichte Vandeweghe im Januar 2018 ihre bislang beste Notierung.
Nach US Open 2018, wo sie im Single nur die erste Runde erreichte, begann für Vandeweghe eine zehnmonatige Verletzungspause, so dass sie bis August 2019 auf die Position 467 der WTA-Weltrangliste im Dameneinzel abrutschte. Im Doppel hielt sie sich dank ihrem Finalsieg bei US Open 2018 zusammen mit Ashleigh Barty noch auf dem 24. Listenplatz. Beim Silicon Valley Classic in San José Ende Juli 2019 (nachdem sie für dieses Turnier eine Wild Card erhielt) verlor sie ihr Auftaktmatch gegen Aryna Sabalenka mit 3:6, 3:6.
Im Jahr 2023 gab sie ihr Karriereende bekannt.

## Persönliches
Ihre Mutter Tauna Vandeweghe nahm an den Olympischen Sommerspielen 1976 in Montreal im Schwimmen teil. Benannt wurde Coco nach ihrer Großmutter Colleen Kay Hutchins, der Miss America von 1952. Sowohl Großvater Ernie Vandeweghe als auch Großonkel Mel Hutchins spielten in den 50er Jahren in der National Basketball Association (NBA). Ihr Onkel ist der zweimalige NBA-All-Star Kiki Vandeweghe.

## Erfolge

### Einzel

#### Turniersiege
| Nr. | Datum           | Turnier          | Kategorie         | Belag     | Finalgegnerin       | Ergebnis      |
| --- | --------------- | ---------------- | ----------------- | --------- | ------------------- | ------------- |
| 1   | 30. Mai 2010    | Carson           | ITF $50.000       | Hartplatz | Kristie Ahn         | 6:1, 6:3      |
| 2   | 13. Juni 2010   | El Paso          | ITF $25.000       | Hartplatz | Ryoko Fuda          | 6:2, 6:1      |
| 3   | 21. Juni 2014   | ’s-Hertogenbosch | WTA International | Rasen     | Zheng Jie           | 6:2, 6:4      |
| 4   | 12. Juni 2016   | ’s-Hertogenbosch | WTA International | Rasen     | Kristina Mladenovic | 7:5, 7:5      |
| 5.  | 14. August 2022 | Concord          | WTA Challenger    | Hartplatz | Bernarda Pera       | 6:3, 5:7, 6:4 |

#### Finalteilnahmen
| Nr. | Datum            | Turnier  | Kategorie        | Belag             | Finalgegnerin   | Ergebnis  |
| --- | ---------------- | -------- | ---------------- | ----------------- | --------------- | --------- |
| 1   | 15. Juli 2012    | Stanford | WTA Premier      | Hartplatz         | Serena Williams | 5:7, 3:6  |
| 2.  | 6. August 2017   | Stanford | WTA Premier      | Hartplatz         | Madison Keys    | 6:74, 4:6 |
| 3.  | 5. November 2017 | Zhuhai   | WTA Elite Trophy | Hartplatz (Halle) | Julia Görges    | 5:7, 1:6  |

### Doppel

#### Turniersiege
| Nr. | Datum              | Turnier         | Kategorie             | Belag     | Partnerin             | Finalgegnerinnen                      | Ergebnis          |
| --- | ------------------ | --------------- | --------------------- | --------- | --------------------- | ------------------------------------- | ----------------- |
| 1.  | 13. November 2010  | Phoenix         | ITF $75.000           | Hartplatz | Tetjana Luschanska    | Julia Boserup Sloane Stephens         | 7:5, 6:4          |
| 2.  | 28. April 2013     | Charlottesville | ITF $50.000           | Sand      | Nicola Slater         | Nicole Gibbs Shelby Rogers            | 6:3, 7:64         |
| 3.  | 22. September 2013 | Albuquerque     | ITF $75.000           | Hartplatz | Eleni Daniilidou      | Melanie Oudin Taylor Townsend         | 6:4, 7:62         |
| 4.  | 29. September 2013 | Las Vegas       | ITF $50.000           | Hartplatz | Tamira Paszek         | Denise Muresan Caitlin Whoriskey      | 6:4, 6:2          |
| 5.  | 3. November 2013   | New Braunfels   | ITF $50.000           | Hartplatz | Anna Tatischwili      | Asia Muhammad Taylor Townsend         | 3:6, 6:3, [13:11] |
| 6.  | 4. Juni 2015       | Eastbourne      | ITF $50.000           | Rasen     | Shelby Rogers         | Jocelyn Rae Anna Smith                | 7:5, 7:61         |
| 7.  | 19. März 2016      | Indian Wells    | WTA Premier Mandatory | Hartplatz | Bethanie Mattek-Sands | Julia Görges Karolína Plíšková        | 4:6, 6:4, [10:6]  |
| 8.  | 6. August 2017     | Stanford        | WTA Premier           | Hartplatz | Abigail Spears        | Alizé Cornet Alicja Rosolska          | 6:2, 6:3          |
| 9.  | 1. April 2018      | Miami           | WTA Premier Mandatory | Hartplatz | Ashleigh Barty        | Barbora Krejčíková Kateřina Siniaková | 6:2, 6:1          |
| 10. | 9. September 2018  | US Open         | Grand Slam            | Hartplatz | Ashleigh Barty        | Tímea Babos Kristina Mladenovic       | 3:6, 7:62, 7:66   |
| 11. | 14. August 2022    | Concord         | WTA Challenger        | Hartplatz | Warwara Flink         | Peangtarn Plipuech Moyuka Uchijima    | 6:3, 7:63         |

#### Finalteilnahmen
| Nr. | Datum           | Turnier    | Kategorie     | Belag     | Partnerin      | Turniersiegerinnen           | Ergebnis |
| --- | --------------- | ---------- | ------------- | --------- | -------------- | ---------------------------- | -------- |
| 1.  | 21. August 2016 | Cincinnati | WTA Premier 5 | Hartplatz | Martina Hingis | Sania Mirza Barbora Strýcová | 5:7, 4:6 |

## Abschneiden bei Grand-Slam-Turnieren

### Einzel
| Turnier         | 2007 | 2008 | 2009 | 2010 | 2011 | 2012 | 2013 | 2014 | 2015 | 2016 | 2017 | 2018 | 2019 | 2020 | 2021 | 2022 | 2023 | Karriere |
| --------------- | ---- | ---- | ---- | ---- | ---- | ---- | ---- | ---- | ---- | ---- | ---- | ---- | ---- | ---- | ---- | ---- | ---- | -------- |
| Australian Open | —    | —    | —    | 1    | 1    | Q1   | 1    | Q1   | 3    | 1    | HF   | 1    | —    | 1    | —    | Q1   | 1    | HF       |
| French Open     | —    | —    | —    | —    | 1    | Q2   | 1    | 2    | 1    | 2    | 1    | 2    | —    | —    | Q2   | Q1   | Q1   | 2        |
| Wimbledon       | —    | —    | —    | —    | 1    | 1    | 1    | 2    | VF   | AF   | VF   | 1    | —    |      | 2    | 1    | Q3   | VF       |
| US Open         | Q1   | 1    | Q1   | 1    | 2    | 1    | 2    | 2    | 2    | 1    | HF   | 1    | 1    | —    | 1    | 1    | Q1   | HF       |

Zeichenerklärung: S = Turniersieg; F, HF, VF, AF = Einzug ins Finale / Halbfinale / Viertelfinale / Achtelfinale; 1, 2, 3 = Ausscheiden in der 1. / 2. / 3. Hauptrunde; Q1, Q2, Q3 = Ausscheiden in der 1. / 2. / 3. Qualifikationsrunde; nicht ausgetragen

### Doppel
| Turnier         | 2008 | 2009 | 2010 | 2011 | 2012 | 2013 | 2014 | 2015 | 2016 | 2017 | 2018 | 2019 | 2020 | 2021 | 2022 | Karriere |
| --------------- | ---- | ---- | ---- | ---- | ---- | ---- | ---- | ---- | ---- | ---- | ---- | ---- | ---- | ---- | ---- | -------- |
| Australian Open | —    | —    | —    | —    | —    | —    | —    | 1    | VF   | 2    | 1    | —    | —    | —    | —    | VF       |
| French Open     | —    | —    | —    | 1    | —    | —    | —    | 1    | 2    | 1    | 1    | —    | —    | 1    | —    | 2        |
| Wimbledon       | —    | —    | —    | —    | —    | —    | —    | AF   | —    | 1    | —    | —    |      | 1    | AF   | AF       |
| US Open         | 1    | —    | 2    | —    | —    | 2    | 2    | HF   | HF   | 1    | S    | 1    | —    | 1    | 1    | S        |

### Mixed
| Turnier         | 2011 | 2012 | 2013 | 2014 | 2015 | 2016 | 2017 | 2018 | 2019 | Karriere |
| --------------- | ---- | ---- | ---- | ---- | ---- | ---- | ---- | ---- | ---- | -------- |
| Australian Open | —    | —    | —    | —    | —    | F    | —    | —    | —    | F        |
| French Open     | —    | —    | —    | —    | —    | VF   | 1    | 1    | —    | VF       |
| Wimbledon       | —    | —    | —    | —    | —    | 2    | —    | —    | —    | 2        |
| US Open         | 1    | —    | —    | —    | —    | F    | HF   | —    | 1    | F        |